# La novia (película de 2017)
La novia (en ruso: Невеста, romanizado: Nevesta) es una película rusa de terror sobrenatural dirigida por Svyatoslav Podgayevsky  y protagonizada por Victoria Agalakova, Vyacheslav Chepurchenko, Aleksandra Rebenok, Igor Khripunov y Victor Solovyev. La película cuenta la historia de la estudiante universitaria Nastya y su prometido Ivan, quienes van a conocer a la familia de Ivan, solo para descubrir que tienen un pasado oscuro con muchos secretos que guardar y que pueden estar planeando algo siniestro para ella.
La novia fue estrenada el 19 de enero de 2017. Recibió críticas mixtas de los críticos.

## Argumento

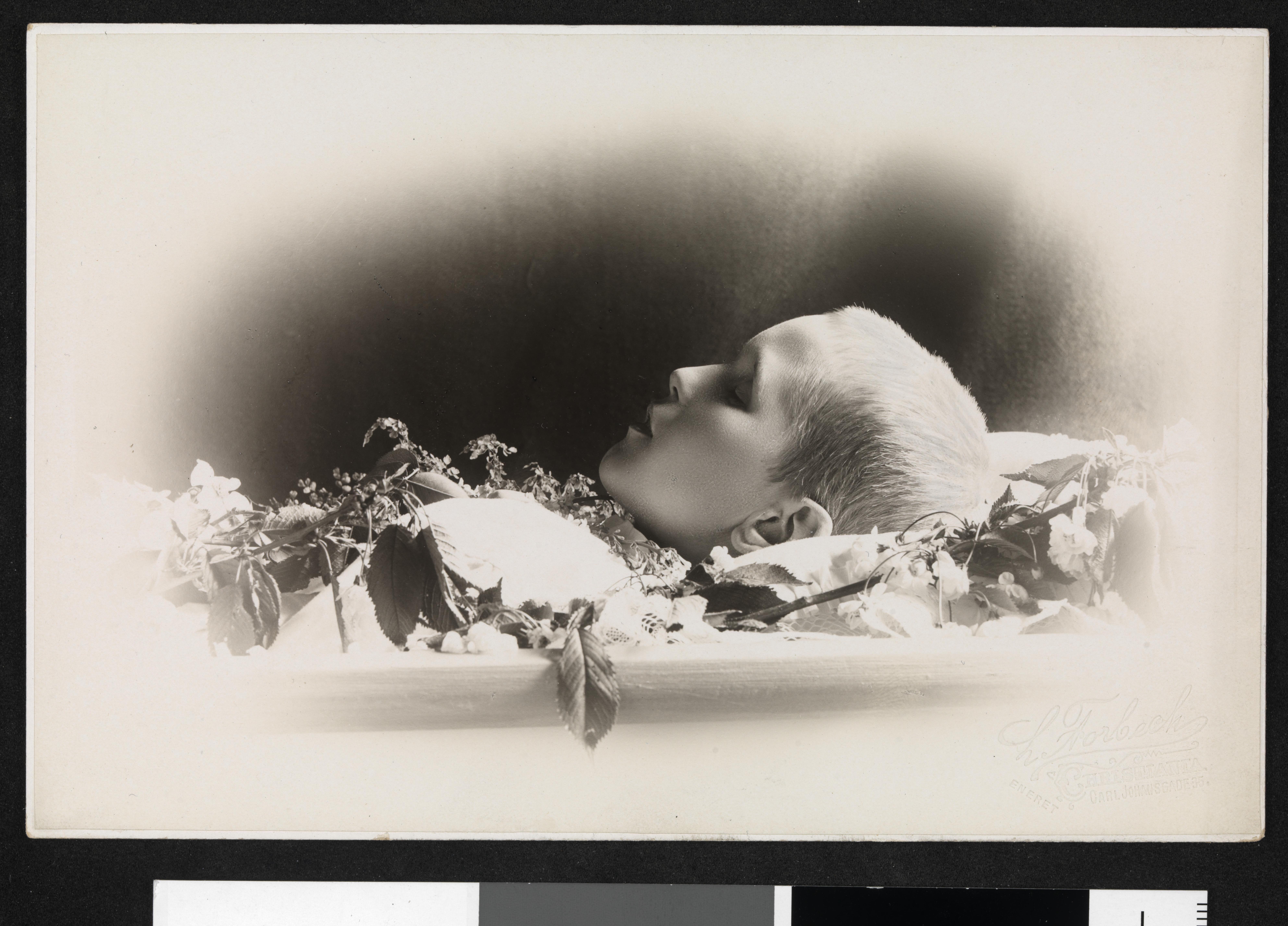
Fotografía post-mortem de una joven.

En 1832, un doctor en química llamado Iosif Gamel presenta su tesis a la Academia Imperial de Ciencias de San Petersburgo la cual dice que una nueva lente hecha de un nuevo tipo de plata no solo puede capturar la luz, sino también el alma de una persona. A pesar de que esto aparentemente demuestra ser cierto, la Academia no reconoce a Gamel, lo que resulta en la creación de un ritual, en el que las almas de los muertos se transfieren a otro cuerpo.
Posteriormente, se muestra a un fotógrafo tomando fotografías de su esposa muerta ("La novia") con ojos de madera tallados bajo sus párpados. Luego viaja a una aldea, donde planea transferir el alma de su esposa a una joven campesina a través del anillo de su esposa. Llega y encuentra a los aldeanos protestando, pero logra dispersarlos después de matar a uno de ellos. El fotógrafo pone el anillo en el dedo de una chica, la sella en el ataúd con la esposa muerta y se prepara para enterrar el ataúd cuando de repente comienza a temblar violentamente. Cuando el fotógrafo y sus compañeros participantes en el ritual abren el ataúd, ven que el alma de la esposa ha sido transferida. El fotógrafo esconde la fotografía que tomó antes en el sótano, mientras espera que el alma de su esposa se recupere. Ella despierta un día en su nuevo cuerpo, pero está consternada por la nueva situación.
En el tiempo presente, la estudiante universitaria Nastya se casa con su prometido Ivan. Deciden ir a la casa de la familia de él para celebrar su boda, a pesar de las objeciones de Ivan. Llegan a la casa familiar, donde le presentan a la hermana de Iván, Liza. En la cena, Liza le da a Nastya un anillo con un diamante rojo (el anillo que se ve al comienzo de la película), un detalle que a Ivan no le parece del todo correcto. Nastya también comienza a experimentar visiones, como ver espectros de sí misma realizando acciones siguiendo un patrón. Una noche, encuentra a Iván y Liza discutiendo sobre mantener a Nastya en ese lugar, e Iván amenaza con irse.
Al día siguiente, Liza informa que Ivan ha ido a la ciudad para ver a sus amigos, para gran consternación de Nastya, ya que no le advirtió que se iba. Mientras tanto, comienza a experimentar más y más visiones y sospecha cada vez más de la verdadera naturaleza de la familia. También descubre un pasaje secreto dentro de las paredes de la casa, y descubre la fotografía de La novia escondida por el fotógrafo al comienzo de la película.
El aumento de las sospechas lleva a Nastya a intentar salir de la casa. Sin embargo, de repente ve a un amigo de la familia caminando cerca con una linterna. Nastya sigue a una anciana hasta la segunda casa de la trama, donde la encuentra alimentando a un Iván encarcelado, revelando que la familia lo había encerrado adentro después de su discusión con Liza, lo que implica que la familia quiere que Nastya se quede. Iván la nota y le dice que corra, cuando se encuentra con un espíritu de piel blanca con un vestido de novia negro. Ella cae inconsciente mientras intenta huir y posteriormente experimenta un sueño. En él, ella entra en la misma casa, pero en el mismo período que al comienzo de la película, donde el fotógrafo sube las escaleras para ver a su esposa después de que, según los informes, ella se enferma. Un amigo intenta convencerlo de que no vaya, pero él va de todos modos.
Nastya luego ve al fotógrafo siendo asesinado por el espíritu malévolo de La novia. Después de matarlo, La Novia se da la vuelta y dice que "ella" (refiriéndose a otra persona femenina) la tomará, antes de atacar a Nastya, despertándola. La llevan de regreso a la casa, donde le dan un café que la hace dormirse intencionalmente. Nastya se despierta al día siguiente, con la boda siendo preparada. Mientras se viste, mira la fotografía de las anteriores matriarcas de la familia, y al mirar sus caras se da cuenta de que todas son la misma persona. Nastya intenta escapar pero es atada por los miembros del culto y encerrada en una habitación donde se encuentra con el esqueleto viviente poseído por el espíritu de La Novia.
Ivan rescata a Nastya y se marcha con ella en su coche. Él revela que su familia es la organizadora del ritual y que la necesitaban para que el alma de La Novia pudiera ser transferida a otro cuerpo. También revela que la única forma de destruir cualquier posibilidad de transferencia de alma es destruir la fotografía de La novia. Nastya revela que sabe dónde está la fotografía momentos antes de que los miembros del ritual los embistan con un vehículo, capturando a Nastya y dejando a Ivan por muerto.
Nastya es llevada de regreso a la mansión, donde le ponen el anillo de diamantes rojos para que el alma de La novia pueda ser transferida. Ella es sellada en el ataúd y arrojada al suelo donde es poseída por el espíritu de La Novia. Cuando se abre el ataúd, Nastya poseída le dice a la gente: "El cuerpo está arruinado" antes de convulsionar y caer de nuevo en el ataúd. Se revela que el ritual falló porque Nastya e Ivan habían consumado anteriormente su relación, dejando a Nastya e Ivan no vírgenes. Los miembros luego se dispersan, y el líder es asesinado por el espíritu poco después.
Ivan, que había logrado sobrevivir al accidente automovilístico, regresa a la casa y encuentra a Nastya inconsciente. Mientras tanto, Liza y sus hijos se enfrentan al espíritu de La novia y los niños huyen al pasaje secreto. Nastya, recordando la fotografía, va a la habitación donde la encontró, encontrándose con los niños allí, pero aparece el espíritu de La novia. Liza, sabiendo que el anillo de diamantes rojos atrae al espíritu, se lo quita a Nastya, se lo pone y es poseída por el espíritu. Nastya toma la fotografía y se enfrenta a Liza, quien se ha llevado a uno de los niños. Liza la ataca, y ella deja caer y pierde la fotografía en el proceso. Cuando está a punto de matar a Nastya, el niño la llama y saca a Liza de su posesión. Ella le dice a Nastya que cuide a sus hijos antes de sacrificarse rompiendo una linterna y muriendo en el fuego, permitiendo que Nastya, Ivan y los niños escapen de la casa.
Poco después, una nueva familia llega a la casa con la intención de comprarla y renovarla. Ellos notan un agujero en la pared, y cuando miran a través de él, una figura fantasmal se desliza junto a ellos.

## Elenco
- Victoria Agalakova como Nastya
- Vyacheslav Chepurchenko como Ivan
- Aleksandra Rebenok como Liza, hermana de Ivan
- Igor Khripunov como fotógrafo
- Natalia Grinshpun como Aglaya
- Victor Solovyev como el padre de Ivan y Lisa
- Marina Alhamdan como La novia
- Miroslava Karpovich como esposa
- Yevgeny Koryakovsky como maestro de Nastya

## Rodaje

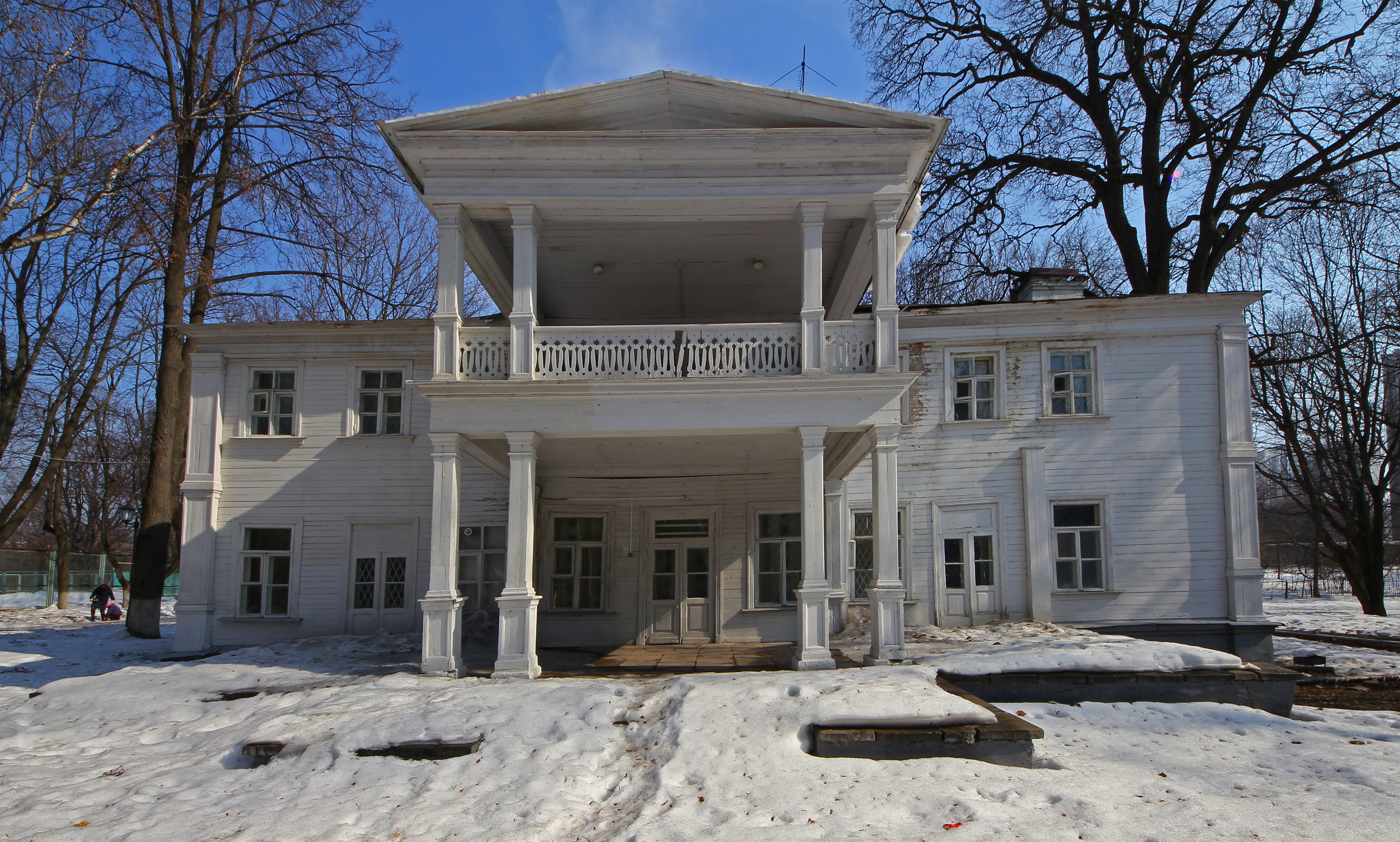
Mansión usada como locación del filme en Tushino, Rusia.

El rodaje principal tuvo lugar en Moscú y el Óblast de Moscú.

## Crítica
Evgeny Ukhov del portal FILM.ru, dice de La novia: "Una obra muy competente y bien pensada en el género de terror gótico, algo minada por la falta de soluciones audaces, pero La novia cumple con las tareas de fascinar y asustar sobre una base muy buena". Y da a la película un 8 sobre 10.
Natalia Grigorieva, por el contrario, encuentra la película predecible e incapaz de asustar: "La película parece ridículamente poco original y predecible. Todo giro de cámara lento que contribuye a la atmósfera, todo montaje que sirve para el beneficio del suspenso, todo esto se inventó hace tanto tiempo y se ha utilizado en tantas películas de terror buenas y de segunda categoría que es incapaz no sólo de asustar sino incluso de sorprender”.
Maxim Sukhaguzov, señala que La novia es "la película de terror rusa de mayor calidad en cuanto a la forma y técnicamente bien hecha", pero observa que en la película "la naturaleza de lo que ocurre, los cambios repentinos de las reglas de comportamiento del espíritu maligno en favor de la escena que quiere el autor, los detalles que faltan, los agujeros de la trama no están suficientemente elaborados”; Mijail Trofimenkov también señala la debilidad del argumento y describe que es "otro intento heroico de película de terror rusa se perdió en los enredos de la trama".

## Remake
Se anunció una nueva versión estadounidense en octubre de 2017, con Chad Hayes y Carey W. Hayes produciendo junto a Vlad Severtsev.